# Leda Cosmides
Leda Cosmides, née le 9 mai 1957 à Philadelphie, est une psychologue américaine.

## Biographie
Elle obtient un Bachelor of Arts en biologie à l' université Harvard en 1979 avec mention magna cum laude), puis un Ph.D. en psychologie à l' université Harvard en 1985.
Elle épouse John Tooby le 9 mai 1979. 
Elle fait un travail post-doctoral à l'université Stanford avec Roger Shepard de 1985 à 1990, puis rejoint l'UCSB où elle est nommée professeur assistant visiteur en 1990. Elle y est nommée associate professor en 1994, puis professeur titulaire en 2000.
Avec son mari, ils créent le Centre de psychologie évolutive de l'Université de Californie à Santa Barbara, qu'ils codirigent depuis 1994,.

## Publications
Elle est l'auteur de publications, listées sur Google scholar, qui compte 116 publications citées plus de 10 fois en 2022 (indice i10). Les publications les plus citées sont :
- The adapted mind: Evolutionary psychology and the generation of culture, avec J.H.Barkow et J.Tooby, Oxford University Press, 1992,  (ISBN 978-0195101072)
- The psychological foundations of culture, avec J.Tooby, Psychology Press, 2003,  (ISBN 978-0805838404)
- The logic of social exchange: Has natural selection shaped how humans reason? Studies with the Wason selection task, Cognition 31 (3), 187-276

## Distinctions
Leda Cosmides reçoit en 1988 le prix pour les sciences du comportement de l'Association américaine pour l'avancement des sciences, en 1993 la médaille de services distingués de l'Association américaine de psychologie en qualité de jeune chercheur ayant fait une contribution importante à la psychologie, en 1999   Guggenheim Fellow, en 2005 la médaille de pionnier du National Institutes of Health, et en 2020, conjointement avec John Tooby, le Prix Jean-Nicod,.